# Mieszek (automatyka)

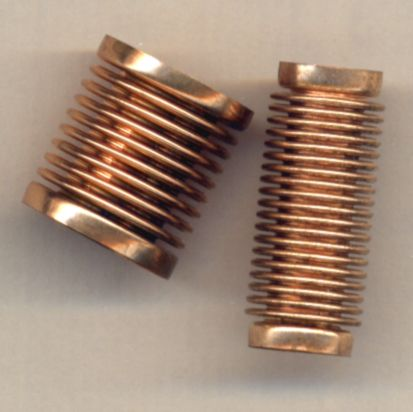
Mieszki sprężyste wykonane z brązu

Mieszek, mieszek sprężysty, sylfon – element sprężysty w postaci cienkościennej sfalowanej rury, stosowany jako czujnik ciśnienia lub różnicy ciśnień w przyrządach pomiarowych lub urządzeniach regulacyjnych. Sygnałem wyjściowym może być siła lub przesunięcie.
Mieszki wykonywane są zazwyczaj z mosiądzu, brązu lub stali nierdzewnej jako jednostronnie lub dwustronnie otwarte. W przypadku urządzeń regulacyjnych jak termostat lub głowica termostatyczna, mieszek wypełniony jest czynnikiem roboczym - termodynamicznym.
Mieszki sprężyste stosowane są także jako przeguby kompensacyjne umożliwiające bezluzowe przekazanie ruchu pomiędzy dwoma niewspółosiowymi wałkami.